# شيلي كون
شيلي كون (مواليد 21 سبتمبر 1976 في لندن)، هي ممثلة بريطانية بدأت مسيرتها الفنية عام 2000. لعبت دور السيدة ماري شارما في الموسم الثاني من مسلسل Bridgerton، وإيزابيلا في فيلم Love Sarah، والدكتورة إليزابيث شانون في مسلسل Terra Nova للمخرج ستيفن سبيلبرغ.

## الأعمال
- باز
- تشارلي ومصنع الشوكولاتة
- كيف تعرف